# Maihausen
Maihausen (niederdeutsch Maihusen) ist eine Ortschaft in der Einheitsgemeinde Loxstedt im niedersächsischen Landkreis Cuxhaven.

## Geografie
Lage
Die kleinste Ortschaft der Gemeinde zeichnet sich durch Landwirtschaft aus und wird von Marschland und den Orten Wiemsdorf, Büttel und Holte umgeben. Maihausen liegt innerhalb der Gemarkung Landwürden und gehörte bis zur Gebietsreform 1974 zur gleichnamigen Gemeinde im Landkreis Wesermarsch. Neben dem Kernort umfasste die frühere Bauerschaft auch Teile von Speckje an der früheren oldenburgischen Grenze. Speckje gehört heute zur Ortschaft Holte.

## Einwohnerentwicklung
| Jahr | Einwohner | Quelle |
| ---- | --------- | ------ |
| 2010 | 52        | [ 2 ]  |
| 2011 | 47        | [ 2 ]  |
| 2012 | 50        | [ 2 ]  |
| 2013 | 50        | [ 2 ]  |
| 2014 | 47        | [ 3 ]  |
| 2015 | 46        | [ 3 ]  |

| Jahr | Einwohner | Quelle |
| ---- | --------- | ------ |
| 2016 | 41        | [ 3 ]  |
| 2017 | 45        | [ 1 ]  |
| 2018 | 49        | [ 1 ]  |
| 2019 | 49        | [ 1 ]  |
| 2020 | 47        | [ 1 ]  |
| 2021 | 46        | [ 1 ]  |

|  |

## Politik

### Gemeinderat und Bürgermeister
Auf kommunaler Ebene wird Maihausen vom Loxstedter Gemeinderat vertreten.

### Ortsvorsteher
Die Ortsvorsteherin von Maihausen ist Andrea Dellas (fraktionslos). Die Amtszeit läuft von 2021 bis 2026.